# Skisprung-Grand-Prix 2004
Der Skisprung-Grand-Prix 2004 (offizielle Bezeichnung: FIS Grand Prix Skispringen 2004) war eine vom Weltskiverband FIS zwischen dem 31. Juli 2004 und dem 26. September 2004 ausgetragene Wettkampfserie im Skispringen. Der an sechs verschiedenen Orten in Europa und Asien ausgetragene Grand-Prix bestand aus zwei Team- und sieben Einzelwettbewerben, von denen sieben Wettbewerbe in Europa und zwei in Asien stattfanden. Den Sieg in der Gesamtwertung konnte der Pole Adam Małysz vor den Österreicher Martin Höllwarth und dem Norweger Daniel Forfang erringen. Der Titelverteidiger Thomas Morgenstern aus Österreich belegte den 4. Platz. Die Nationenwertung gewann zum vierten Mal in Folge das Team aus Österreich vor Japan und Norwegen.

## Ergebnisse und Wertungen

### Grand-Prix Übersicht
| Datum      | Austragungsort           | Schanze                  | Bemerkung | Sieger                                                                                  | Zweiter                                                                                 | Dritter                                                          |
| ---------- | ------------------------ | ------------------------ | --------- | --------------------------------------------------------------------------------------- | --------------------------------------------------------------------------------------- | ---------------------------------------------------------------- |
| 31.07.2004 | Hinterzarten             | Adlerschanze HS108       |           | Adam Małysz                                                                             | Thomas Morgenstern                                                                      | Noriaki Kasai                                                    |
| 01.08.2004 | Hinterzarten             | Adlerschanze HS108       | Team      | ÖsterreichAndreas Widhölzl Reinhard Schwarzenberger Martin Höllwarth Thomas Morgenstern | JapanDaiki Itō Kazuyoshi Funaki Hideharu Miyahira Noriaki Kasai                         | PolenWojciech Tajner Robert Mateja Mateusz Rutkowski Adam Małysz |
| 07.08.2004 | Courchevel               | Tremplin du Praz HS132   |           | Adam Małysz                                                                             | Martin Höllwarth                                                                        | Rok Benkovič                                                     |
| 04.09.2004 | Zakopane                 | Wielka Krokiew HS134     |           | Adam Małysz                                                                             | Robert Kranjec                                                                          | Bjørn Einar Romøren                                              |
| 05.09.2004 | Zakopane                 | Wielka Krokiew HS134     | Team      | NorwegenDaniel Forfang Roar Ljøkelsøy Tommy Ingebrigtsen Bjørn Einar Romøren            | ÖsterreichAndreas Widhölzl Reinhard Schwarzenberger Thomas Morgenstern Martin Höllwarth | JapanKazuyoshi Funaki Akira Higashi Daiki Itō Noriaki Kasai      |
| 08.09.2004 | Val di Fiemme / Predazzo | Trampolino dal Ben HS134 |           | Adam Małysz                                                                             | Andreas Widhölzl                                                                        | Andreas Küttel                                                   |
| 12.09.2004 | Innsbruck                | Bergiselschanze HS130    |           | Daniel Forfang                                                                          | Roar Ljøkelsøy                                                                          | Hideharu Miyahira                                                |
| 25.09.2004 | Hakuba                   | Hakuba-Schanzen HS131    |           | Daniel Forfang                                                                          | Matti Hautamäki                                                                         | Noriaki Kasai                                                    |
| 26.09.2004 | Hakuba                   | Hakuba-Schanzen HS131    |           | Martin Höllwarth                                                                        | Daniel Forfang                                                                          | Adam Małysz                                                      |

### Wertungen
| Rang | Name                     | Punkte |
| ---- | ------------------------ | ------ |
| 01.  | Adam Małysz              | 520    |
| 02.  | Martin Höllwarth         | 362    |
| 03.  | Daniel Forfang           | 312    |
| 04.  | Thomas Morgenstern       | 273    |
| 05.  | Noriaki Kasai            | 263    |
| 06.  | Matti Hautamäki          | 255    |
| 07.  | Andreas Küttel           | 200    |
| 08.  | Michael Neumayer         | 192    |
| 09.  | Robert Kranjec           | 188    |
| 10.  | Reinhard Schwarzenberger | 182    |
| 11.  | Andreas Widhölzl         | 170    |
| 12.  | Hideharu Miyahira        | 160    |
| 13.  | Jakub Janda              | 155    |
| 14.  | Bjørn Einar Romøren      | 121    |
| 15.  | Daiki Itō                | 116    |
| 16.  | Roar Ljøkelsøy           | 112    |
| 17.  | Florian Liegl            | 110    |
| 18.  | Wolfgang Loitzl          | 108    |
| 19.  | Rok Benkovič             | 102    |
| 20.  | Tommy Ingebrigtsen       | 096    |
| 21.  | Akira Higashi            | 089    |

| Rang | Name              | Punkte |
| ---- | ----------------- | ------ |
| 22.  | Kazuyoshi Funaki  | 086    |
| 23.  | Georg Späth       | 066    |
| 24.  | Andreas Kofler    | 062    |
| 25.  | Primož Peterka    | 058    |
| 26.  | Stefan Kaiser     | 050    |
|      | Alexander Herr    | 050    |
| 28.  | Michael Uhrmann   | 049    |
| 29.  | Sigurd Pettersen  | 045    |
| 30.  | Jörg Ritzerfeld   | 042    |
| 31.  | Janne Ahonen      | 040    |
| 32.  | Morten Solem      | 036    |
| 33.  | Michael Möllinger | 035    |
| 34.  | Simon Ammann      | 026    |
|      | Martin Mesík      | 026    |
|      | Jernej Damjan     | 026    |
|      | Johan Eriksson    | 026    |
| 38.  | Lauri Hakola      | 024    |
|      | Peter Žonta       | 024    |
| 40.  | Hiroki Yamada     | 022    |
|      | Mateusz Rutkowski | 022    |
| 42.  | Ferdinand Bader   | 018    |

| Rang | Name                 | Punkte |
| ---- | -------------------- | ------ |
| 43.  | Akseli Kokkonen      | 017    |
| 44.  | Clint Jones          | 016    |
| 45.  | Balthasar Schneider  | 013    |
|      | Jan Matura           | 013    |
| 47.  | Janne Happonen       | 012    |
| 48.  | Bine Zupan           | 010    |
| 49.  | Jan Mazoch           | 009    |
| 50.  | Marco Steinauer      | 007    |
| 51.  | Tami Kiuru           | 006    |
| 52.  | Andreas Goldberger   | 005    |
|      | Stefan Pieper        | 005    |
| 54.  | Christian Nagiller   | 004    |
|      | Jussi Hautamäki      | 004    |
|      | Assan Tachtachunow   | 004    |
| 57.  | Wojciech Skupień     | 003    |
|      | Krystian Długopolski | 003    |
| 59.  | Isak Grimholm        | 002    |
| 60.  | Veli-Matti Lindström | 001    |
|      | Robert Mateja        | 001    |

| Endstand nach 9 Springen |                    |        |
| \| Rang \| Land \| Punkte \| \| ---- \| ------------------ \| ------ \| \| 01. \| Österreich \| 2089 \| \| 02. \| Japan \| 1386 \| \| 03. \| Norwegen \| 1372 \| \| 04. \| Polen \| 0999 \| \| 05. \| Slowenien \| 0808 \| \| 06. \| Deutschland \| 0722 \| \| 07. \| Finnland \| 0659 \| \| 08. \| Schweiz \| 0318 \| \| 09. \| Tschechien \| 0227 \| \| 10. \| Schweden \| 0028 \| \| 11. \| Slowakei \| 0026 \| \| 12. \| Vereinigte Staaten \| 0016 \| \| 13. \| Kasachstan \| 0004 \| |                    |        |
| Rang | Land               | Punkte |
| 01. | Österreich         | 2089   |
| 02. | Japan              | 1386   |
| 03. | Norwegen           | 1372   |
| 04. | Polen              | 0999   |
| 05. | Slowenien          | 0808   |
| 06. | Deutschland        | 0722   |
| 07. | Finnland           | 0659   |
| 08. | Schweiz            | 0318   |
| 09. | Tschechien         | 0227   |
| 10. | Schweden           | 0028   |
| 11. | Slowakei           | 0026   |
| 12. | Vereinigte Staaten | 0016   |
| 13. | Kasachstan         | 0004   |